# Firouz (croisades)
Pour les articles homonymes, voir Firouz.
Firouz était un Arménien chargé de la Tour des « Deux Sœurs », à Antioche pour le compte de Yâghî Siyân, un Turc seldjoukide. Lors de la première croisade (1098), Firouz fit parvenir au camp croisé sa volonté d'aider les assaillants. C'est grâce à lui que les premiers croisés purent pénétrer dans la ville et ainsi en prendre possession.